# Giławy (jezioro)
Giławy (Jezioro Giławskie) – jezioro w Polsce położone w województwie warmińsko-mazurskim, w powiecie szczycieńskim, w gminie Pasym.

## Dane
- Powierzchnia – 19,5 ha
- Głębokość maksymalna – 5 m
- Typ – linowo-szczupakowe
- Jezioro otwarte, wypływa z niego ciek do jeziora Krzywek

## Opis
Jezioro wąskie i bardzo mocno wydłużone z północy na południe. Wysokie i strome brzegi otoczone polami, kępami lasu, a od północy łąkami.